# Eurídice (filha de Pélope)
Eurídice, filha de Pélope e Hipodâmia, de acordo com Diodoro Sículo, foi esposa de Electrião e, através de sua filha Alcmena, a avó materna de Héracles. A avó materna de Héracles, de acordo com Pseudo-Apolodoro, era Anaxo.
De acordo com Diodoro Sículo, Electrião, filho de Perseu e Andrômeda, casou-se com Eurídice, filha de Pélope; desta união nasceu Alcmena que, enganada por Zeus, teve com ele o filho Héracles.
De acordo com Pseudo-Apolodoro, Perseu e Andrômeda tiveram vários filhos, dentre os quais Electrião e Alceu; Alceu se casou com Astidâmia, filha de Pélope, e teve um filho, Anfitrião e uma filha, Anaxo. Anaxo casou-se com seu tio Electrião, e teve uma filha, Alcmena, e vários filhos, Stratobates, Gorgophonus, Phylonomus, Celaeneus, Amphimachus, Lysinomus, Chirimachus, Anactor e Arquelau. Esta genealogia explica porque Héracles se chamava inicialmente Alcides ou mesmo Alceu.